# Dolorem dies consumit
Dolorem dies consumit (лат. изговор: долорем дијес консумит). Вријеме лијечи бол. (Сенека)

## Поријекло изреке
Изрекао Сенека, познати римски књижевник и филозоф. (почетак нове ере)

## Тумачење
Бол, за кога се мисли да никада проћи неће, временом престане.